# Jaylen Barron
Jaylen Barron (Reno, Nevada, 31 de agosto de 1998) es una actriz estadounidense. Es conocida por su papel de Zoe Phillips en la serie de Netflix Free Rein y de Trish en la serie de Starz Blindspotting.

## Biografía
Barron nació en Reno, Nevada. Más tarde, Barron y su familia se mudaron a Los Ángeles, donde ella comenzó a actuar. La madre de Barron es de ascendencia mexicana, mientras que su padre es afroamericano. Tiene una hermana menor llamada Sofía Barron que también es actriz de profesión.

## Filmografía
| Año       | Título                                | Papel             | Notas                            |
| --------- | ------------------------------------- | ----------------- | -------------------------------- |
| 2012      | Bones                                 | Ashley Otton      | Episodio: "The Bump in the Road" |
| 2012      | Shake It Up                           | Melanie           | Episodio: "Protest It Up"        |
| 2012–2013 | See Dad Run                           | Mary              | 8 episodios                      |
| 2013–2014 | ¡Buena suerte, Charlie!               | Lauren Dabney     | 5 episodios                      |
| 2016      | Shameless                             | Dominique Winslow | Papel recurrente                 |
| 2016–2019 | Those Who Can't                       | Tina              | 2 episodios                      |
| 2017      | Explosion Jones                       | Jenny Jones       | 1 episodio                       |
| 2017–2019 | Free Rein                             | Zoe Phillips      | Reparto principal                |
| 2018      | Noches con Platanito                  | Herself           | 1 episodio                       |
| 2018      | Free Rein: The 12 Neighs of Christmas | Zoe Phillips      |                                  |
| 2019      | Free Rein: Valentine's Day            | Zoe Phillips      |                                  |
| 2019      | Twelve Forever                        | Esther            | Reparto principal                |
| 2021      | 9-1-1                                 | Katie             | Episodio: "Alone Together"       |
| 2021–2023 | Blindspotting                         | Trish             | Reparto principal                |